# Mindig csak én
A Mindig csak én (eredeti cím: Siempre fui yo) 2022-től vetített kolumbiai drámasorozat, amelyet Alejandro Stoessel és Iván Stoessel alkotott. A főbb szerepekben Karol Sevilla, Pipe Bueno, Christian Tappan, José Julián Gaviria, Simón Savi látható.
Kolumbiában 2022. június 15-én a Disney+ mutatta be. Magyarországon még nem mutatták be, de külföldön elérhető magyar szinkronnal a Disney+-on.
2022-ben berendelték a második évad.

## Cselekmény
Mexikóban az újságíróhallgató Lupe élete hirtelen megváltozik, amikor megtudja, hogy apja, akit "A fáraó" néven ismernek, meghalt. Szülőhazájában, Kolumbiában zenei legendának számított. Lupe ezért úgy dönt, hogy elhagyja szülőföldjét, Mexikót, hogy részt vegyen apja temetésén a kolumbiai Cartagenában. Kolumbiába érkezve Lupe találkozik egy titokzatos fiatalemberrel, Noah-val, akiről kiderül, hogy néhai apja asszisztense volt. Lupe úgy dönt, hogy marad, amikor gyanítani kezdi, hogy apja halála mégsem baleset volt. Részt vesz egy zenei versenyen, hogy néhai apja környezetében további információk és nyomok után kutasson a rejtélyes halálával kapcsolatban. Eközben Lupe-nak szembe kell néznie legnagyobb félelmével: a nyilvános énekléssel. Noah-val együtt Lupe belevág egy veszélyekkel, rejtélyekkel, intrikákkal és romantikával teli zenei kalandba. Lupe azonban senkiben sem bízhat, még Noah-ban sem, és egy hosszú, sok téves kanyarral teli út után felfedezi a kolumbiai Karib-tenger szívében rejtőző igazságot.
Három évvel a verseny után, az egykori versenyzők újra összejönnek, hogy Pipe magánszigetén felvegyenek egy reunion albumot. Pipe ma már Kolumbia egyik leghíresebb rocksztárja. De nemcsak az ő élete változott meg drasztikusan, hanem a többieké is: Lupe-nak például Mexikóban van az élet központja, ahol újságírói hivatását űzi; Noah viszont egy bárban tengeti életét, amelyet a családjától örökölt Kolumbiában. A reunion album tehát tökéletes lehetőséget kínál arra, hogy újra közelebb kerüljenek egymáshoz. A viszontlátást azonban meghiúsítja, hogy az első este ellopják az "A fáraó" által Lupe-nak adott értékes nyakláncot. Apránként rejtélyes és rejtélyes módon rejtett titkok és kellemetlen igazságok kerülnek napvilágra, amelyek nemcsak feszültséget okoznak a régi barátok között, hanem azzal is fenyegetnek, hogy az évek során felépített életük romokban hever.

## Szereplők
| Szereplő                                 | Színész             | Magyar hang         |
| ---------------------------------------- | ------------------- | ------------------- |
| María Guadalupe "Lupe" del Mar Díaz Mint | Karol Sevilla       | Pekár Adrienn       |
| Noah Cortez                              | Pipe Bueno          | Szatory Dávid       |
| Silvestre Díaz – "A fáraó"               | Christian Tappan    | Czvetkó Sándor      |
| Lucas Martín                             | Antonio Sanint      | Rosta Sándor        |
| Wendy Núñez                              | Adriana Romero      | Ligeti Kovács Judit |
| Felipe “Pipe” Diaz                       | José Julián Gaviria | Czető Roland        |
| Angie Rueda                              | Juliana Velásquez   | Laudon Andrea       |
| Charly Fabián                            | Simón Savi          | Pásztor Tibor       |
| Samuel "Sammy" García Herrera            | Dubán Prado         | Czető Ádám          |
| Kevin Cepeda                             | Alejandro Gutiérrez | Baráth István       |

### Magyar változat
- Magyar szöveg: Boros Tünde
- Hangmérnök: Bogdán Gergő
- Vágó: Kránitz Bence
- Gyártásvezető: Rába Ildikó
- Szinkronrendező: Dobay Brigitta
- Produkciós vezető: Orosz Katalin

A szinkront az Iyuno Hungary készítette, együttműködésben a Pixelogic Mediaval.

## Epizódok
| Sor. | Év. | Cím                  | Rendező          | Író                                                                  | Premier          |
| ---- | --- | -------------------- | ---------------- | -------------------------------------------------------------------- | ---------------- |
| 1.   | 1.  | El camino del Faraón | Juan Felipe Cano | Marina Efron, Andres Salgado és Constanza Novick                     | 2022. június 15. |
| 2.   | 2.  | El salto             | Juan Felipe Cano | Marina Efron, Andres Salgado, Constanza Novick és Carmen López-Areal | 2022. június 15. |
| 3.   | 3.  | La apuesta           | Juan Felipe Cano | Marina Efron, Andres Salgado, Constanza Novick és Carmen López-Areal | 2022. június 15. |
| 4.   | 4.  | Anónimo              | Juan Felipe Cano | Marina Efron, Andres Salgado, Constanza Novick és Carmen López-Areal | 2022. június 15. |
| 5.   | 5.  | Culpables            | Juan Felipe Cano | Marina Efron és Carmen López-Areal                                   | 2022. június 15. |
| 6.   | 6.  | Barcos de papel      | Juan Felipe Cano | Marina Efron és Carmen López-Areal                                   | 2022. június 15. |
| 7.   | 7.  | La semifinal         | Juan Felipe Cano | Marina Efron és Carmen López-Areal                                   | 2022. június 15. |
| 8.   | 8.  | Cambio de rumbo      | Juan Felipe Cano | Marina Efron és Carmen López-Areal                                   | 2022. június 15. |
| 9.   | 9.  | Gira el zoótropo     | Juan Felipe Cano | Marina Efron és Carmen López-Areal                                   | 2022. június 15. |
| 10.  | 10. | Serendipia           | Juan Felipe Cano | Marina Efron és Carmen López-Areal                                   | 2022. június 15. |

## Forgatás
A forgatása 2021 márciusában kezdődött Cartagenában és Bogotában, és májusban ért véget a Península de Barúban.